# 産着
産着（うぶぎ、初着とも書く）は、生まれたばかりの子に初めて着せる衣服。初めてのお宮参りの晴れ着を指す場合もある。日本におけるベビー服。麻の葉文様がよく使われ、背には背守りをつける。宮参り着は、嬰児の晴れ着である。

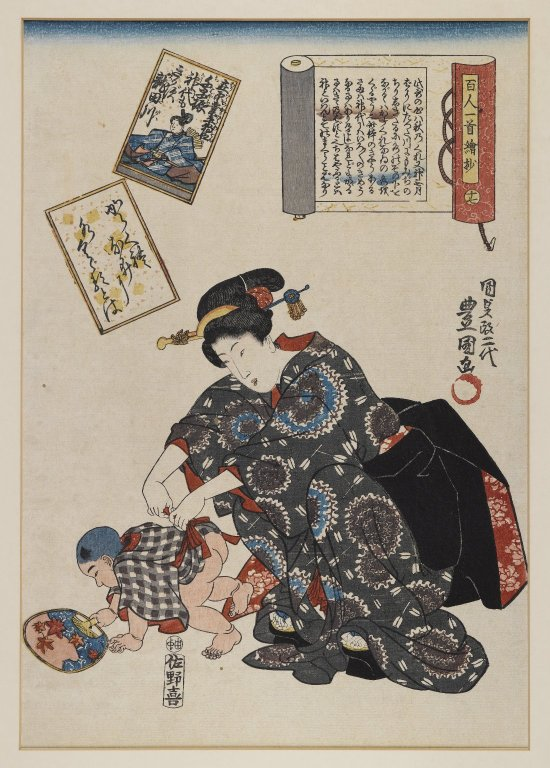
三代目歌川豊国「百人一首繪抄」「十七」「在原業平朝臣」

## 風習
よく育つよう麻の葉文様等が使われ、背には背守りをつける。
子供が無事に育つようにとの願いから、産着には様々な風習がある。現在は産着も洋服が加味されてこれらの風習は廃れた。
- てとおし

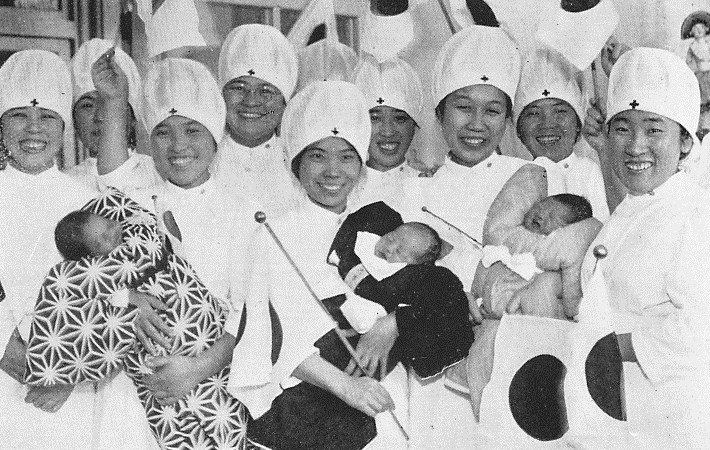
「歴史写真1934年2月号（昭和9年2月号）」（1933年12月23日、明仁親王（現上皇）と同日に生まれた乳児たちとナース達・歴史写真会(左端の子の産着が麻の葉模様)

3日目までは前掛けや布にくるんでおき、これが長い地方では約50日にもなる。生まれたての赤子は産神のもとにあると考え、3日目や7日目に初めて人の着物を着せた。新潟県佐渡では「にんじゅぎもん」と呼ばれ、他に、てとおし、てつなぎ、みっかいしょう、みつめぎもん、さんやぎなど。新潟県の一部ではぼぼさづつみ、石川県の一部ではまえかけづつみと呼ばれる。
色直し
平安時代から長く続く風習で生まれたては白の着物を着せ、7日目に普通の着物を着せる風習。
後縫い
産着は生まれる前に縫うと弱い子が生まれるといわれていた。

## 産着の種類
着物の形に仕立てる産着は一つ身より小さく仕立て、季節によりひとえ、あわせ、綿入れの別がある。袖は付け詰、背縫いはなく背紋をつける事が多い。
産着は子供が生まれてから仕立て、長寿の人や、端切れをつなぎ合わせて作ることもある。裏地は肌触り晒木綿（さらしもめん）を用いてきたが、近年はタオル地なども用いられ、また縫い目を少なくし着心地や耐久性を高める工夫もなされている。
長野県佐久地域伝統の産着にはウコンで黄色に染めた木綿の布を用いる。ウコンは災難を避け、シラミがつかないという。また、麻の葉模様や、「背守り」、「つけ紐」などもつけることも多い。模様糸は赤色が多く、背守りは「四ツ目菱」とするが、男児は青糸を使うこともある。佐久地方では「産着は産声を聞いてから縫え」と言われるが、昔は死産が多くあったからだという。

### 寄せ着物
寄せ着物は、子供の成長に不安がある際に、人々から集めた布を着物にし成長を祈った。金沢の真成寺の百徳着物が有名で、天保年間（1839年）の資料が最も古い。実物資料が少なく、研究の進展があまりない。
呼称は、群馬吾妻のひゃくだんきもの、群馬嬬恋のひゃっとこあつめ、福井敦賀のさんじゅうさんつぎ、岡山小山のせんまいご。百徳もらい、ひゃっとこてだま、百人もらいなど。

## 晴れ着
宮参り着では、男子は生後31-32日、女子は33日目に、その土地の氏神を訪れる。正式には色も決まった形式がある。
宮参り着の背守りは、守縫（もりぬい）と言い、12か月を象徴して縫い、男子は陰の針目、女子は陽で縫う。縦に7針、斜めに5針、斜め部分は男児は左斜めに女児は右斜めに縫う。端は、束にして輪にし垂らしたままにする。三重県松阪市では垂らす糸が長いほど長寿になると伝承されてきた。

## 麻の葉文様

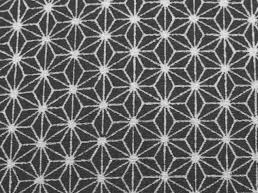
麻の葉文様。

産着は麻の葉文様で作る習慣が昔からあり、江戸時代から用いられてきた図柄である。麻は、丈夫でまっすぐ生育し、虫が寄り付かない特徴があることからこれにあやかったものである。

## 背守り
背守りは着物の背中につける飾りで「背紋飾り」とも言い、正装にも普段着にもつける。大人の紋付では背紋をつける場所に、刺しゅうや小型のぬいぐるみ飾りをつける。
背のない着物から魔が差すと言い伝えられてきた。兵庫県姫路市城南の伝承ではこれである。着物の背中の縫い目は「目」であり、魔物を睨んで退散させるとされた。3歳くらいまで着る一つ身の着物には背縫いがないため、背守りをつける。赤色には呪術的な意味があるとの伝承もあったため、赤い糸での縫い取りや赤い布の端切れが使われることもあった。一つ身よりも年長用の三つ身や四つ身など、背に縫い目がある着物には背守りはつけない。
城南の地方ではモンカザリとか、モリヌイと呼ぶ。沖縄ではマブヤーウー（魂護）と言い、赤糸の束や四角い布切れを縫い付けた。
あるいは虫よけである。
また背守りがあると子供が溺れた時など危機に陥った時に、荒神や産神が引っ張り上げてくれると信じられてきた。三重県松阪市の伝承はこれである。三重県松阪市ではセジルシ。
背守りは一般に幾何学的な紋で、ぬいぐるみ形（お守りの意味）は昭和時代後半には珍しいものとなった。または、巾着に米や豆を入れた。
鎌倉時代の『春日権現験記絵巻』には背守りをつけた子供が書かれているとされる。1670-1690年代の色絵碁盤童子置物（いろえごばんどうじおきもの）には、柏の葉のような模様の袋が縫い付けてある。明治時代には学校教育で背守りの縫い方が教えられ、明治後期には呪術的な部分が離れ、手芸技術の向上という側面が強くなってくる。真成寺の百徳着物では、昭和時代には背守りのないものが見られるようになる。
また、染色作家の鳴海友子は古い子供の着物を収集しており、当時の実物が集まっている。

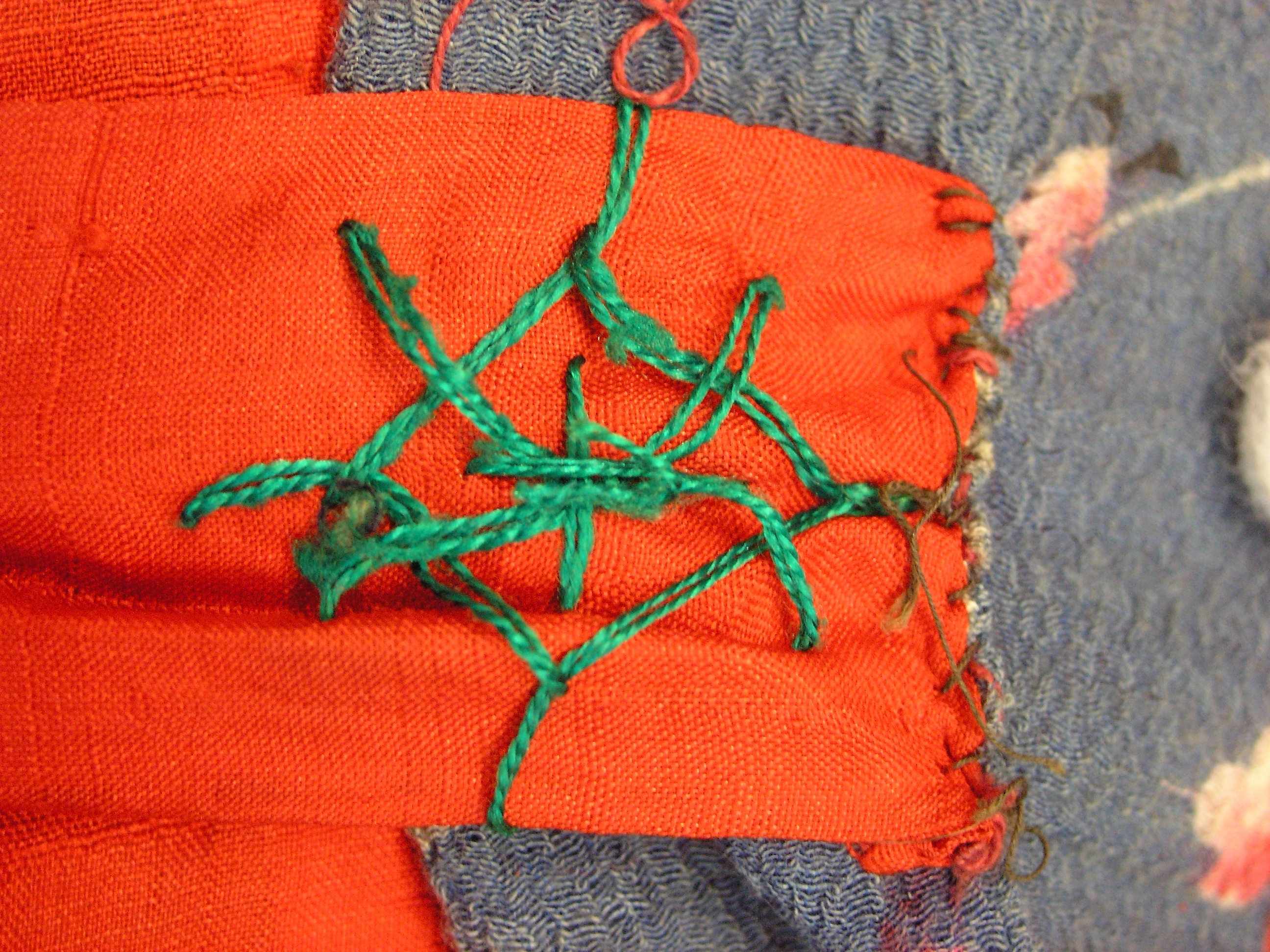
紐飾り(背守りと一緒に産着に刺繍される糸印)